# Véranne
Véranne és un municipi francès situat al departament del Loira i a la regió d'Alvèrnia-Roine-Alps. L'any 2007 tenia 692 habitants.

## Demografia

### Població
El 2007 la població de fet de Véranne era de 692 persones. Hi havia 281 famílies de les quals 78 eren unipersonals (41 homes vivint sols i 37 dones vivint soles), 99 parelles sense fills, 92 parelles amb fills i 12 famílies monoparentals amb fills.
La població ha evolucionat segons el següent gràfic:
Habitants censats

### Habitatges
El 2007 hi havia 389 habitatges, 289 eren l'habitatge principal de la família, 75 eren segones residències i 25 estaven desocupats. 352 eren cases i 29 eren apartaments. Dels 289 habitatges principals, 231 estaven ocupats pels seus propietaris, 53 estaven llogats i ocupats pels llogaters i 5 estaven cedits a títol gratuït; 16 tenien dues cambres, 48 en tenien tres, 64 en tenien quatre i 161 en tenien cinc o més. 221 habitatges disposaven pel capbaix d'una plaça de pàrquing. A 128 habitatges hi havia un automòbil i a 132 n'hi havia dos o més.

### Piràmide de població
La piràmide de població per edats i sexe el 2009 era:
| Homes | Edats   | Dones |
| ----- | ------- | ----- |
| 0     | 95 o +  | 0     |
| 0     | 90 a 94 | 4     |
| 0     | 85 a 89 | 0     |
| 0     | 80 a 84 | 8     |
| 20    | 75 a 79 | 16    |
| 12    | 70 a 74 | 16    |
| 8     | 65 a 69 | 16    |
| 28    | 60 a 64 | 8     |
| 20    | 55 a 59 | 20    |
| 16    | 50 a 54 | 20    |
| 28    | 45 a 49 | 24    |
| 20    | 40 a 44 | 28    |
| 36    | 35 a 39 | 12    |
| 8     | 30 a 34 | 20    |
| 20    | 25 a 29 | 12    |
| 20    | 20 a 24 | 16    |
| 28    | 15 a 19 | 16    |
| 8     | 10 a 14 | 28    |
| 24    | 5 a 9   | 12    |
| 16    | 0 a 4   | 8     |

## Economia
El 2007 la població en edat de treballar era de 455 persones, 343 eren actives i 112 eren inactives. De les 343 persones actives 316 estaven ocupades (174 homes i 142 dones) i 28 estaven aturades (11 homes i 17 dones). De les 112 persones inactives 32 estaven jubilades, 28 estaven estudiant i 52 estaven classificades com a «altres inactius».

### Ingressos
El 2009 a Véranne hi havia 315 unitats fiscals que integraven 780,5 persones, la mediana anual d'ingressos fiscals per persona era de 18.422 €.

### Activitats econòmiques
Dels 28 establiments que hi havia el 2007, 1 era d'una empresa extractiva, 1 d'una empresa de fabricació d'altres productes industrials, 4 d'empreses de construcció, 6 d'empreses de comerç i reparació d'automòbils, 9 d'empreses d'hostatgeria i restauració, 3 d'empreses d'informació i comunicació, 2 d'empreses de serveis, 1 d'una entitat de l'administració pública i 1 d'una empresa classificada com a «altres activitats de serveis».
Dels 10 establiments de servei als particulars que hi havia el 2009, 2 eren fusteries, 7 restaurants i 1 saló de bellesa.
L'únic establiment comercial que hi havia el 2009 era una botiga de menys de 120 m².
L'any 2000 a Véranne hi havia 18 explotacions agrícoles que ocupaven un total de 209 hectàrees.

## Equipaments sanitaris i escolars
El 2009 hi havia una escola elemental integrada dins d'un grup escolar amb les comunes properes formant una escola dispersa.

## Poblacions més properes
El següent diagrama mostra les poblacions més properes.